# 1891 a sportban
1891 legfontosabb sporteseményei a következők voltak:
- január 22. – Steinitz címvédésével befejeződött a sakkvilágbajnoki párosmérkőzés Steinitz és Gunsberg Izidor között
- február 15. – Stockholmban megalakul az AIK Solna sportklub
- Az első Francia nyílt teniszbajnokság (későbbi nevén Roland Garros) megrendezése

## Születések
| Születés       | Név                 | Nemzetiség, sportág, eredmények | Halálozás |
| -------------- | ------------------- | --- | --------- |
| ?              | Dobó Gyula          | magyar válogatott labdarúgó, csatár, magyar bajnok | 1955      |
| január 1.      | Guy Clarkson        | / kanadai-brit olimpiai bronzérmes jégkorongozó | 1974      |
| január 5.      | Sidney Cross        | olimpiai bronzérmes brit tornász | 1964      |
| január 12.     | Ralph Hay           | amerikai amerikaifutball csapat tulajdonos, a National Football League (NFL) egyik alapítója                                                                  | 1944      |
| január 15.     | Ray Chapman         | amerikai baseballjátékos | 1920      |
| január 19.     | Joseph De Craecker  | olimpiai ezüstérmes belga párbajtőrvívó | 1975      |
| február 16.    | Håkon Endreson      | olimpiai ezüstérmes norvég tornász | 1970      |
| február 18.    | Oreste Puliti       | olimpiai és világbajnok olasz tőr- és kardvívó | 1958      |
| február 20.    | Karl-Erik Svensson  | olimpiai bajnok svéd tornász | 1978      |
| február 21.    | Francesco Loi       | olimpiai bajnok olasz tornász | 1977      |
| február 25.    | Romualdo Ghiglione  | olimpiai bajnok olasz tornász | 1940      |
| március 2.     | George Falcke       | amerikai születésű dán olimpiai ezüstérmes tornász | 1979      |
| március 3.     | Arthur Drewry       | angol sporttisztviselő, a FIFA elnöke | 1961      |
| március 4.     | Dazzy Vance         | World Series bajnok amerikai baseballjátékos, National Baseball Hall of Fame and Museum tag                                                                   | 1961      |
| március 4.     | Kazimierz Żebrowski | lengyel válogatott jégkorongozó, olimpikon | ?         |
| március 8.     | Jaroslav Jirkovský  | Európa-bajnok csehszlovák jégkorongozó, olimpikon | 1966      |
| március 8.     | Robert Sjursen      | olimpiai bajnok norvég tornász | 1965      |
| március 14.    | Lorenzo Mangiante   | olimpiai bajnok olasz tornász | 1936      |
| március 23.    | Szerelemhegyi Ervin | magyar atléta, rövidtávfutó, olimpikon | 1969      |
| március 24.    | Ernie Shore         | World Series bajnok amerikai baseballjátékos | 1980      |
| április 20.    | Dave Bancroft       | World Series bajnok amerikai baseballjátékos, menedzser, National Baseball Hall of Fame and Museum tag                                                        | 1972      |
| április 22.    | Billy Orr           | World Series bajnok amerikai baseballjátékos | 1967      |
| április 28.    | Isak Abrahamsen     | olimpiai bajnok norvég tornász | 1972      |
| május 22.      | Søren Alfred Jensen | olimpiai ezüstérmes dán tornász | 1978      |
| június 8.      | Bjarne Pettersen    | olimpiai bajnok norvég tornász | 1983      |
| június 24.     | René Pinchart       | olimpiai bronzérmes belga tornász | 1970      |
| július 3.      | Erling Jensen       | olimpiai bronzérmes norvég tornász | 1973      |
| július 6.      | Steve O’Neill       | World Series bajnok amerikai baseballjátékos és World Series bajnokmenedzser                                                                                  | 1962      |
| július 14.     | Werner Rittberger   | német műkorcsolyázó, olimpikon | 1975      |
| július 28.     | Tóth Potya István   | magyar válogatott labdarúgó, edző, olimpikon, magyar bajnok (6x) és magyar kupagyőztes (4x)                                                                   | 1945      |
| augusztus 3.   | Edward Fitzgerald   | olimpiai ezüstérmes amerikai jégkorongozó | 1966      |
| augusztus 11.  | Walter Barbare      | amerikai baseballjátékos | 1965      |
| augusztus 22.  | Happy Felsch        | World Series bajnok amerikai baseballjátékos | 1964      |
| augusztus 28.  | Byron Houck         | World Series bajnok amerikai baseballjátékos, operatőr | 1969      |
| szeptember 3.  | Curt Hartzell       | olimpiai bajnok svéd tornász | 1975      |
| szeptember 24. | Christian Hansen    | olimpiai bronzérmes dán tornász | 1961      |
| október 2.     | Eddie Murphy        | World Series bajnok amerikai baseballjátékos | 1969      |
| október 5.     | Aksel Sørensen      | olimpiai ezüstérmes dán tornász | 1955      |
| október 13.    | Helge Bäckander     | olimpiai bajnok svéd tornász | 1958      |
| október 13.    | Fred McMullin       | World Series bajnok amerikai baseballjátékos | 1952      |
| október 30.    | Charlie Deal        | World Series bajnok amerikai baseballjátékos | 1979      |
| november 5.    | Greasy Neale        | World Series bajnok amerikai baseballjátékos, NFL- és egyetemi bajnok amerikaifutball-játékos, Pro Football Hall of Fame és College Football Hall of Fame-tag | 1973      |
| november 11.   | Rabbit Maranville   | World Series bajnok amerikai baseballjátékos, National Baseball Hall of Fame and Museum tag                                                                   | 1954      |
| november 12.   | Carl Mays           | World Series bajnok amerikai baseballjátékos | 1971      |
| november 18.   | Széchy László       | olimpiai ezüstérmes magyar vívó | 1963      |
| november 22.   | Paolo Salvi         | olimpiai bajnok olasz tornász | 1945      |
| december 3.    | Larry Gilbert       | World Series bajnok amerikai baseballjátékos | 1965      |
| december 6.    | Frans Persson       | olimpiai bajnok svéd tornász | 1976      |
| december 10.   | Ralph Beardsley     | amerikai autóversenyző | 1920      |
| december 12.   | Tom Daly            | amerikai baseballjátékos | 1946      |
| december 20.   | Axel Andersen       | olimpiai bronzérmes dán tornász | 1931      |
| december 23.   | Ruben Allinger      | svéd válogatott jégkorongozó, olimpikon | 1979      |
| december 25.   | Klas Särner         | olimpiai bajnok svéd tornász | 1980      |
| december 28.   | Demján Oszkár       | magyar úszó, olimpikon | 1914      |
| december 29.   | Alphonse Van Mele   | olimpiai ezüstérmes belga tornász | 1972      |

## Halálozások
| Halálozás     | Név            | Nemzetiség, sportág, eredmények | Születés |
| ------------- | -------------- | ------------------------------- | -------- |
| május 21.     | Jim Whitney    | amerikai baseballjátékos        | 1857     |
| augusztus 28. | Joe Miller     | amerikai baseballjátékos        | 1850     |
| október 14.   | Larry Corcoran | amerikai baseballjátékos        | 1859     |